# انتخابات مجمع ملی لیبی (۲۰۱۲)
انتخابات مجمع ملی سراسری لیبی -که پیشتر قرار بود مجلس مؤسسان لیبی باشد و برای تعیین قانون اساسی کشور باشد- برای انتقال قدرت از شورای ملی انتقالی به مردم پس از پیروزی جنگ داخلی لیبی ضد قذافی قرار است ۷ ژوئیه ۲۰۱۲ (‎۱۷ تیر ۱۳۹۱) برگزار شد.
مجلس مؤسسان قرار بود کمتر از یک سال قانون اساسی تازهٔ لیبی را تدوین کرده به همه‌پرسی گذارد. البته قرار شد از میان این نمایندگان ۶۰ تن برای مجلس مؤسسان از همه‌پرسی مردم لیبی بگذرد و پس از تصویب قانون اساسی انتخابات سراسری برگزار خواهد شد که طی او مجلس لیبی تشکیل خواهد گشت.
از ۲۰۰ کرسی مجلس ۸۰ تا مال حزب‌ها و ۱۲۰ تا برای مستقلان است.

## پیشینه
زمان قذافی انتخاباتی برگزار نمی‌شد. آخرین انتخابات کشور پیش از انقلاب در سال ۱۳۴۴ برگزار شده‌بود.
پس از انقلاب شورای انتقالی لیبی به ریاست مصطفی عبدالجلیل ادارهٔ لیبی را در دست گرفت.

### پس افتادن انتخابات
پیش از این قرار بود انتخابات در ۳ خرداد و با تعویق ۳۰ خرداد برگزار شود که دولت انتقالی بازهم عقبش انداخت.
در لیبی امنیت خیلی پایین است به حدی که در زمان تصدی شورای نظامی و پس از آزادسازی لیبی چند بار اخباری از سقوط برخی شهرها مانند بنی‌ولید منتشر شد و فرودگاه طرابلس تصرف شد و …
همچنین حال‌وهوای انتخاباتی اصلاً در کشور نیست و طبق گزارش‌ها حتی عکس هم نچسبانده‌اند و انتخابات عملاً رقابت بر سر نام‌هایی بود که تازه شنیده‌بوده‌اند. در ضمن برخی می‌گفتند شورای انتقالی هنوز نتوانسته‌بود پیش‌نیازهای انتخابات را فراهم کند.

### جایگاه اسلام
در انتخابات مجلس مصر (۲۰۱۱–۲۰۱۲) و انتخابات مجلس مؤسسان تونس (۱۳۹۰) رقابت میان اسلامگرایان و لیبرالان و دین‌جدایی‌گرایان و ملی‌گرایان بود، ولی در لیبی تقریباً همهٔ حزب‌ها -حتی لیبرالان- ادعای اسلام‌گرایی دارند.
در لیبی این‌گونه نیست که اگر حزبی اخوانی نباشد اسلامگرا نیست. رهبر ائتلاف لیبرال‌های لیبی نیز اعلام کرده‌بود اسلام منبع اصلی قانون‌گذاری در لیبی خواهد بود.
این نفوذ گرایش به حکومت اسلامی به حدی است که شورای انتقالی (که شاید در اسلامگرایی است میانه‌روتر است) در بیانیه‌ای اعلام کرده است «شریعت اسلامی منبع اصلی قانون‌گذاری در کشور خواهد بود چرا که جامعه لیبی به دین مبین اسلام می‌بالد و از لحاظ عقیدتی و قانون‌گذاری به او پایبند است». حتی در بیانیه آمده است که نیازی به همه‌پرسی برای قانون‌های جامعهٔ لیبی براساس شریعت اسلام نیست زیرا مردم همه اسلام را پذیرفته‌اند. البته در تونس دولت و در مصر شورای عالی نیروهای مسلح مصر چنین چیزی را اصلاً نگفته‌بودند و گرایش شورای نظامی مصر کاملاً به مبارک و دولت موقت تونس نیز چنین کاری را نکرد.

### اختیارها
این مجلس که در ایران به «مجلس مؤسسان لیبی» سرشناس است، در خود لیبی «مجمع ملی لیبی» نام دارد.
مجلس مؤسسان به مجلسی می‌گویند که در تدوین قانون‌اساسی کشوری یا تغییر او نقشی اساسی دارد، ولی شورای انتقالی اعلام کرد که اعضای مجلس تدوین قانون اساسی در همه‌پرسی برگزیده خواهند شد. با این مصوبه عملاً این مجلس دیگر مجلس مؤسسان نیست و تنها نام مؤسسان را یدک می‌کشد، شاید بهترین نام همان پارلمان باشد.
از میانه‌های انقلاب لیبی شورای انتقالی حکومت را در لیبی به دست گرفت، در واقع مجلس نو این اختیارها را از شورای نظامی خواهد گرفت. اختیارهای اصلی این مجلس این است:
1. تشکیل دولت
2. ادارهٔ کشور تا پایان تصویب قانون‌اساسی و انتخابات‌های بعدی (جایگزین شورای انتقالی)
3. تدوین قانون ادارهٔ برگزاری همه‌پرسی اعضای کارگروه قانون‌اساسی
4. ۶۰ نفر از نمایندگان برای مجلس مؤسسان (کارگروه قانون‌اساسی) برگزیده شوند)

قرار است اعضای مجلس قانون‌اساسی که ۶۰ نفر اند در همه‌پرسی‌ای برگزیده شوند.

## نامزدان
در این انتخابات چند گروه اصلی حضور دارند:
- اسلامگرایان اخوانی در حزب عدالت و سازندگی و گروهی جدید در حزب اصلاح و توسعه
- اسلامگرایان سلفی در حزب میهن (الوطن)
- سکولارهای میانه‌رو و لیبرال در حزب ائتلاف نیروهای ملی
- لیبرالان دین‌جدایی‌گرا در جبههٔ ملی

## برگزاری
انتخابات بیرون کشور از ۱۳ تیر تا ۱۷ تیر است ولی انتخابات درون لیبی ۱۷ تیر برگزار شد.

### آرایش کرسی‌ها
قرار است از ۲۰۰ کرسی مجمع ملی، ۸۰ تا به حزب‌ها و ۱۲۰ تا به مستقلان رسد.

### واجدان
قرار بود آن دسته از مردم که می‌خواهند رأی دهند نام‌نویسی کنند. ۸۰٪ مردم (یعنی ۲٫۸ میلیون نفر از ۳٫۵ میلیون نفری که می‌توانستند نام‌نویسی کنند) در ۱۳ حوزهٔ انتخاباتی نام نوشته‌اند.

### ناامنی‌ها
در روز برگزاری انتخابات درون لیبی ناامنی‌هایی بود و برخی کشته شدند.
از ۱۵۵۴ مرکز رای‌گیری سراسر لیبی ۹۴ مرکز در پی مشکل‌ها و ناامنی‌ها بسته شد.

## نتیجه
ائتلاف لیبرال ملی در این انتخابات به پیروزی دست یافت.
البته محمود جبرئیل توصیف ائتلاف نیروهای ملی به ائتلاف لائیک‌ها و لیبرال‌ها را رد کرد و اظهار داشت پای‌بندی به اصول شریعت اسلامی یکی از اصول اصلی ائتلاف است.
برخلاف مصر و تونس، در نخستین انتخابات لیبی پس از سرنگونی معمر قذافی، اسلام‌گرایان نتوانستند به پیروزی برسند، بلکه نیروهای لیبرال هوادار محمود جبریل آرای اکثریت را جذب کردند.
اسلامگرایان نیز اعلام کرده‌بودند که کرسی‌های بسیاری را خواهند گرفت. «محمد صوان» رهبر حزب عدالت و سازندگی شاخهٔ اخوان‌المسلمین پس از اعلام نتایج اولیه و گمانه‌زنی‌ها دربارهٔ شکستشان گفته‌بود که نتیجه‌ها حاکی از پیروزی ۴۰٪ ائتلاف ملی است، ولی طبق نتیجه‌های اولیه ائتلاف ملی در میان ۱۲۰ کرسی بخت کم‌فروغی دارد و طرفداران ما رأی آورده‌اند و حضور اسلامگرایان گسترده خواهد بود.
هشام کریکشی از بنیان‌گذاران اخوان نیز گفت که نتیجه پیش‌بینی‌نشدنی بود ولی انتظار داریم اسلامگرایان ۴۰ کرسی از ۸۰ کرسی حزبی را به دست آورند. او گفت پیروزی ائتلاف محمود جبرئیل شکست ما نیست زیرا ایشان ۶۰ حزب و سازمان‌اند.

### واکنش‌ها
تحلیلگران بر این باور اند که برتری جبریل در انتخابات در گرو شهرت وی به یکی از مبارزان پارسال با رژیم قذافی است. بسیاری از چهره‌های اخوان‌المسلمین یا در جامعه شناخته نیستند یا اینکه ضدشان تبلیغات منفی شامل ارتباط با اخوان‌المسلمین مصر و نداشتن استقلال صورت گرفته است.
صوان در گفت‌گو با خبرگزاری رویترز گفت که ائتلاف ملی با فریب مردم رأی آورده است. او جبرئیل را متحد پیش قذافی دانست و گفت او با فریبکاری خود را اسلامگرا معرفی کرد تا رأی بیاورد. او با بیان این که پیروزی مستقلان اسلامگرا بیشتر است افزود چهرهٔ اسلامگرایان را مخدوش کرده‌اند. رویکرد حزب عدالت و سازندگی به نقش دین در سیاست را با حزب ائتلاف نیروهای ملی متفاوت خواند و گفت برای حزب جبریل مرجعیت اسلامی به معنای انجام عبادت‌های اسلامی است اما ما می‌خواهیم اسلام راه زندگی کامل مردم باشد.

### نتیجهٔ نهایی
۲۷ تیر نتیجهٔ نهایی کرسی‌های حزبی و وارسته اعلام شد.
از ۸۰ کرسی حزبی ائتلاف نیروهای ملی به رهبری محمود جبرئیل توانست ۳۹ کرسی را به دست آورد و پس از او حزب عدالت و سازندگی شاخهٔ اخوان‌المسلمین لیبی به رهبری محمد صوان ۱۷ کرسی برنده شد.
البته رقابت اصلی این حزب‌ها زین پس بر سر جذب نمایندگان مستقل است که ۶۰٪ مجلس را در دست دارند.
کش‌مکش این میدان تنها میان عدالت و سازندگی و ائتلاف ملی است. هریک از این دو گروه بتواند کرسی‌های موردنیازش را از میان مستقلان به دست آورد دولت آینده را تشکیل خواهد داد.
در واقع کارزار اخوان با ائتلاف ملی به مثابهٔ صف‌بندی طرفداران مردم‌سالاری اسلامی در برابر لیبرالان و سکولاران و اسلامگرایان دین‌جدایی‌گرا است.
چکیدهٔ نتیجهٔ انتخابات مجمع ملی سراسری لیبی (۱۳۹۱)
| حزب و ائتلاف                                                                            | حزب و ائتلاف           | رای       | ٪         | کرسی حزبی | ٪کرسی حزبی |
| --------------------------------------------------------------------------------------- | ---------------------- | --------- | --------- | --------- | ---------- |
|                                                                                         | ائتلاف نیروهای ملی     | ۷۱۴٬۷۶۹   | ۴۸٫۱۴٪    | ۳۹        | ۴۸٫۸       |
|                                                                                         | عدالت و سازندگی        | ۱۵۲٬۵۲۱   | ۱۰٫۲۷٪    | ۱۷        | ۲۱٫۳       |
|                                                                                         | جبهه ملی               | ۶۰٬۵۹۲    | ۴٫۰۸٪     | ۳         | ۳٫۸        |
|                                                                                         | اتحاد برای وطن         | ۶۶٬۷۷۲    | ۴٫۵۰٪     | ۲         | ۲٫۵        |
|                                                                                         | حزب میانه‌گرای ملی      | ۵۹٬۴۱۷    | ۴٫۰۰٪     | ۲         | ۲٫۵        |
|                                                                                         | وادی‌الحیاة             | ۶٬۹۴۷     | ۰٫۴۷٪     | ۲         | ۲٫۵        |
|                                                                                         | حزب امت وسط            | ۲۱٬۸۲۵    | ۱٫۴۷٪     | ۱         | ۱٫۲۵       |
|                                                                                         | حزب اصالت و نوسازی     | ۱۸٬۷۴۵    | ۱٫۲۶٪     | ۱         | ۱٫۲۵       |
|                                                                                         | حزب ملی رفاه و توسعه   | ۱۷٬۱۵۸    | ۱٫۱۶٪     | ۱         | ۱٫۲۵       |
|                                                                                         | حزب حکمت               | ۱۷٬۱۲۹    | ۱٫۱۵٪     | ۱         | ۱٫۲۵       |
|                                                                                         | اصالت و سازندگی        | ۱۳٬۶۷۹    | ۰٫۹۲٪     | ۱         | ۱٫۲۵       |
|                                                                                         | حزب ملی مردم‌باور لیبی  | ۱۳٬۰۹۲    | ۰٫۸۸٪     | ۱         | ۱٫۲۵       |
|                                                                                         | ائتلاف احزاب ملی       | ۱۲٬۷۳۵    | ۰٫۸۶٪     | ۱         | ۱٫۲۵       |
|                                                                                         | رسالت                  | ۷٬۸۶۰     | ۰٫۵۳٪     | ۱         | ۱٫۲۵       |
|                                                                                         | حزب جوانان میانه       | ۷٬۳۱۹     | ۰٫۴۹٪     | ۱         | ۱٫۲۵       |
|                                                                                         | آرزوی لیبی             | ۶٬۰۹۳     | ۰٫۴۱٪     | ۱         | ۱٫۲۵       |
|                                                                                         | حزب لبیک ملی           | ۳٬۴۷۲     | ۰٫۲۳٪     | ۱         | ۱٫۲۵       |
|                                                                                         | حزب آزادی و توسعهٔ لیبی | ۲٬۶۹۱     | ۰٫۱۸٪     | ۱         | ۱٫۲۵       |
|                                                                                         | رکضه (جنبش)            | ۱٬۵۲۵     | ۰٫۱۰٪     | ۱         | ۱٫۲۵       |
|                                                                                         | میهن و موفقیت          | ۱٬۴۰۰     | ۰٬۰۹٪     | ۱         | ۱٫۲۵       |
|                                                                                         | حزب ملی وادی‌الشاطی     | ۱٬۳۵۵     | ۰٬۰۹٪     | ۱         | ۱٫۲۵       |
|                                                                                         | حزب وطن                | ۵۱٬۲۹۲    | ۳٫۴۵٪     | ۰         | ۰          |
|                                                                                         | مستقلان                |           |           | ۱۲۰       |            |
| رای‌های درست                                                                             | رای‌های درست            | ۱٬۴۸۴٬۷۲۳ | ۱٬۴۸۴٬۷۲۳ | ۱٬۴۸۴٬۷۲۳ | ۸۴٫۱۲٪     |
| رای‌های سپید و باطله                                                                     | رای‌های سپید و باطله    | ۲۸۰٬۱۱۷   | ۲۸۰٬۱۱۷   | ۲۸۰٬۱۱۷   | ۱۵٬۸۷٪     |
| مجموع                                                                                   | مجموع                  | ۱٬۷۶۴٬۸۴۰ | ۱٬۷۶۴٬۸۴۰ | ۱٬۷۶۴٬۸۴۰ | ۱۰۰٪       |
| واجدان نام‌نوشته                                                                         | واجدان نام‌نوشته        | ۲٬۸۶۵٬۹۳۷ | ۲٬۸۶۵٬۹۳۷ | ۲٬۸۶۵٬۹۳۷ | ~۸۰٪       |
| منبع: Libya Herald, Project on Middle East Democracy, High National Election Commission |                        |           |           |           |            |

## نخست‌وزیر
نخست مصطفی ابوشغور مستقل که موردحمایت اخوان‌المسلمین بود نامزد نخست‌وزیری شد و رأی آورد ولی در نهایت کابینه‌اش رأی نیاورد و علی زیدان مستقل با حمایت ائتلاف ملی با ۹۳ رأی در برابر ۸۵ رأی برگزیده شد.

## پی‌نوشت و منبع
1. ↑  «دلایل پشت‌پرده تعویق انتخابات پارلمانی لیبی». خبرگزاری فارس. ۲۱ خرداد ۱۳۹۱.
2. ↑  «اخوان‌المسلمین و استثنای لیبی». پرس تی‌وی. ۲ مرداد ۱۳۹۱. بایگانی‌شده از اصلی در ۱۵ فوریه ۲۰۱۵. دریافت‌شده در ۲۶ ژوئیه ۲۰۱۲.
3. ↑  «شورای انتقالی لیبی: پارلمان لیبی دین اسلام را منبع اصلی قانونگذاری قرار می‌دهد». خبرگزاری فارس. ۱۶ تیر ۱۳۹۱.
4. ↑  «اعضای کمیته تدوین قانون اساسی لیبی در یک همه‌پرسی انتخاب می‌شوند». خبرگزاری فارس. ۱۶ تیر ۱۳۹۱.
5. ↑  «مشارکت 60 درصدی مردم لیبی در انتخابات/ شمارش آرا آغاز شد». شبکه العالم. ۱۸ تیر ۱۳۹۱.
6. ↑  «خانه ملت - خبرگزاری مجلس شورای اسلامی». بایگانی‌شده از اصلی در ۱۶ اکتبر ۲۰۱۲. دریافت‌شده در ۸ ژوئیه ۲۰۱۲.
7. ↑  «براساس نتایج غیررسمی انتخابات لیبی؛ ادامه پیشتازی ملی‌گرایان/دعوت ملی‌گرایان برای تشکیل دولت ائتلافی». خبرگزاری فارس. ۱۹ تیر ۱۳۹۱.
8. ↑  «نتیجه نهایی انتخابات لیبی پنج یا شش روز دیگر اعلام می‌شود». واحد مرکزی خبر. ۲۰ تیر ۱۳۹۱. بایگانی‌شده از اصلی در ۱ ژانویه ۲۰۱۴. دریافت‌شده در ۲۲ ژوئیه ۲۰۱۲.
9. ↑  http://www.dw.de/dw/article/0,,16090906,00.htmlCached%5Bپیوند+مرده%5D
10. ↑  «اسلام گرایان لیبی: "قافیه را نباخته‌ایم"/ بخش اعظم کرسی‌های پارلمان از آن ماست». خبرگزاری مهر. ۲۱ تیر ۱۳۹۱.[پیوند مرده]
11. ↑  «حزب محمود جبریل در انتخابات لیبی پیشتاز است». واحد مرکزی خبر. ۲۱ تیر ۱۳۹۱. بایگانی‌شده از اصلی در ۲۴ سپتامبر ۲۰۱۴. دریافت‌شده در ۱۲ ژوئیه ۲۰۱۲.
12. ↑  «[[زبان عربی|عربی]]» (به عربی). خبرگزاری رویترز. ۲۲ تیر ۱۳۹۱. بایگانی‌شده از اصلی در ۱۵ ژوئیه ۲۰۱۲. دریافت‌شده در ۱۳ ژوئیه ۲۰۱۲. تداخل پیوند خارجی و ویکی‌پیوند (کمک)
13. ↑  «رهبر بزرگ‌ترین حزب اسلام‌گرای لیبی: ائتلاف لیبرال‌های لیبی با فریب مردم رای آورده است/نتایج نهایی می‌تواند پیروزی اسلام‌گراها را مژده دهد». خبرگزاری فارس. ۲۲ تیر ۱۳۹۱.
14. ↑  «نتایج انتخابات پارلمانی لیبی اعلام شد». . تهران (۲۰۲۶۰). ۲۹ خرداد ۱۳۹۱.
15. ↑  «ملی‌گراها پیروز نخستین انتخابات پارلمانی لیبی پس از قذافی». روزنامه ایران. تهران (۵۱۳۰): ۲۲. ۲۹ خرداد ۱۳۹۱.
16. ↑  «[[زبان عربی|عربی]]» (به عربی). العرب أونلاین. ‎۲ مرداد ۱۳۹۱. تاریخ وارد شده در |تاریخ= را بررسی کنید (کمک); تداخل پیوند خارجی و ویکی‌پیوند (کمک)[پیوند مرده]
17. ↑  «جنگ پنهان دو ائتلاف مهم لیبی در کنگره ملی و پیامدهای آن». خبرگزاری مهر. ۲ مرداد ۱۳۹۱.[پیوند مرده]
18. ↑  «تغییر شیوه انتخاب نخست‌وزیر لیبی». خبر و تفسیر. ۱۸ مهر ۱۳۹۱. بایگانی‌شده از اصلی در ۱۱ اکتبر ۲۰۱۲. دریافت‌شده در ۲۸ اکتبر ۲۰۱۲.
19. ↑  «انتخاب نخست‌وزیر جدید لیبی». خبر و تفسیر. ۲۴ مهر ۱۳۹۱.[پیوند مرده]